# Vanda concolor
Vanda concolor är en orkidéart som beskrevs av Carl Ludwig von Blume. Vanda concolor ingår i släktet Vanda och familjen orkidéer. Inga underarter finns listade i Catalogue of Life.

## Bildgalleri

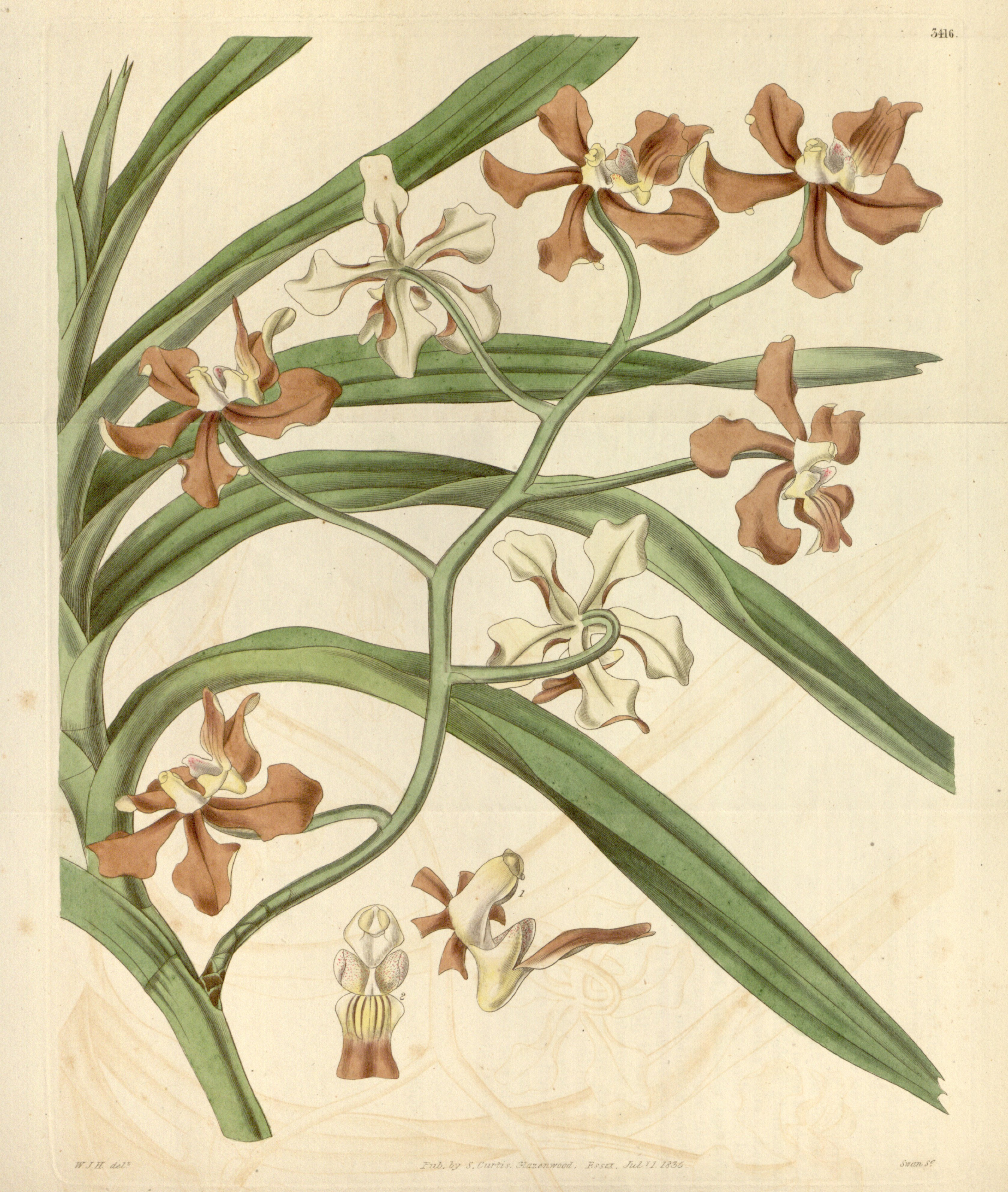